# Steve Reich
Steve Reich (født 3. oktober 1936) er en amerikansk komponist og én af pionererne inden for minimalistisk musik.
Han dannede i 1966 sit eget ensemble, "Steven Reich and Musicians" som han turnerede med og siden har indspillet en betydelig del af hans musik.
Har skrevet en del værker fra 1960erne og frem til 1999.